# Lữ Giang
Lữ Giang (tên thật là Nguyễn Trương Bờn; 1918 - 1987) là cán bộ hoạt động cách mạng trước năm 1945, có quân hàm Đại tá Quân đội Nhân dân Việt Nam. Ông đã từng giữ các chức vụ: Chính uỷ Phân khu Bình Trị Thiên; Phó Giám đốc Trường Chính trị trung cấp Quân đội nhân dân Việt Nam (sau này là Học viện Chính trị); Giám đốc Nhà xuất bản Quân đội Nhân dân (1979 - 1982). Ông được Nhà nước Việt Nam tặng thưởng Huân chương Độc lập hạng Nhì.

## Tiểu sử và sự nghiệp
Lữ Giang, tên thật là Nguyễn Trương Bờn, sinh năm 1918, quê xã Thượng Xá (nay là xã Nghi Xá), huyện Nghi Lộc, tỉnh Nghệ An.
Ông được kết nạp vào Đảng Cộng sản Đông Dương vào năm 1936, và tham gia vào hai cuộc kháng chiến chống Pháp, chống Mỹ ở nhiều mặt trận khác nhau: Quân sự - Chính trị, Tư tưởng - Văn hoá.

### Thời kỳ trước và trong Cách mạng Tháng Tám 1945
Vào năm 1937, ông thi đỗ Trung học. Cuối năm đó, Nguyễn Trương Bờn ra Hà Nội và học trường Trung học Tư thục Thăng Long dưới sự dạy dỗ của thầy Nguyễn Bá Húc - Hiệu trưởng, giáo viên dạy toán; Võ Nguyên Giáp, Đặng Thai Mai, Phạm Huy Thông,...
Đầu năm 1938, ông đi dạy tư ở trường tư thục Đông Hải, thị xã Hải Dương, tỉnh Hải Dương. Một trong những người học trò trong thời gian dạy học tại trường Đông Hải của ông sau này là Cục trưởng Cục Xuất bản (Bộ Văn hóa) - bà Trần Thị Minh Châu.
Sau đó, ông về dạy ở Vinh đồng thời trông coi hiệu sách Hồng Lam của Đảng. Một thời gian sau, Hiệu sách bị đóng cửa và ông bị mật thám Pháp theo dõi, nên ông về quê. Đầu năm 1939, ông đi dạy trường Chung Anh ở Đô Lương, Nghệ An. Cuối 1939, ông làm thư ký Thuế quan Hà Nội, sau đó làm Thư ký cho một hãng thầu khoán ở Sơn Tây, ở Phủ Diễn, Tân Ấp rồi sang Lào (1940 – 1943). Năm 1943, ông trở về quê nhà, làm vườn, nghiên cứu chữ nho và sách thuốc chờ thời cơ tiếp tục hoạt động cách mạng.
Sau Đại hội đại biểu Mặt trận Việt Minh (8-8-1945), Nguyễn Trương Bờn (cùng với anh trai là Nguyễn Xuân Khoát) được chỉ định trong Ban khởi nghĩa, giao cho ông tổ chức Mặt trận Việt Minh và Đảng bộ huyện Nghi Lộc. Ông đã liên hệ với các đồng chí Hoàng Đan (sau này là Thiếu tướng, Phó giám đốc Học viện Quốc phòng, Cục trưởng Cục Khoa học Quân sự - Bộ Quốc phòng), Trần Văn Bành (sau này là Cục trưởng Cục Đối ngoại – Bộ Quốc phòng), tổ chức Huyện ủy lâm thời Nghi Lộc, và tổ chức phát triển Mặt trận Việt Minh huyện Nghi Lộc.
Tổng khởi nghĩa Cách mạng tháng Tám 1945, ông phụ trách Ủy viên Quân sự cướp chính quyền huyện Nghi Lộc. Sau đó ông tham gia Huyện ủy, đồng thời là Ủy viên Quân sự và Ủy viên Công an trong Ủy ban nhân dân huyện Nghi Lộc, tỉnh Nghệ An.

### Thời kỳ Chiến tranh Đông Dương
Tháng 3 năm 1946, ông được biệt phái sang Quân đội, giúp việc cho ông Chu Văn Biên - Chủ nhiệm Tham mưu Khu 4. Từ năm 1946 đến tháng 8 năm 1949, ông được chuyển sang Phòng chính trị làm Trưởng ban Văn hóa (sau đổi là Ban Tuyên truyền Giáo dục), rồi làm Trưởng phòng Chính trị Khu 4, đồng thời được chỉ định vào Quân khu ủy Khu 4.
Trong thời gian công tác lại Khu 4 (sau này đổi thành Liên khu 4), ông đã lần lượt đảm nhiệm các công tác: Chính trị ủy viên (nay gọi là Chính ủy) Phân khu Bình Trị Thiên; Chính ủy Trung đoàn 9 - Liên khu 4 (sau này thuộc Sư đoàn 304); Chính ủy Trung đoàn 101 - Liên khu 4 (sau này thuộc Sư đoàn 325); Trưởng phòng Chính trị Đại đoàn 304 (nay là Sư đoàn 304).
Năm 1951, Trường Chính trị trung cấp Quân đội nhân dân Việt Nam (tiền thân của Học viện Chính trị ngày nay) ra đời. Ông được cử làm Phó Bí thư Đảng ủy, Trưởng ban Giáo dục, rồi Phó Giám đốc nhà trường.

### Thời kỳ tại Nhà xuất bản Quân đội Nhân dân
Ở giai đoạn cuối đời, ông gắn bó nhiều năm với Nhà xuất bản Quân đội Nhân dân. Tháng 5 năm 1960, Bộ Quốc phòng ra quyết định tổ chức Hội đồng xuất bản của Bộ và đặt Nhà xuất bản Quân đội Nhân dân dưới sự quản lý, chỉ đạo trực tiếp của Tổng cục Chính trị và Lữ Giang được giao phụ trách Giám đốc Nhà xuất bản.
Khi Cục Xuất bản Quân đội được thành lập, ông được cử làm Cục phó Cục Xuất bản Quân đội, Phó Giám đốc – Tổng biên tập Nhà xuất bản Quân đội Nhân dân (1962 – 1974). Về công tác đảng, ông làm Bí thư chi bộ Nhà xuất bản Quân đội Nhân dân (1962 – 1965); Bí thư Ban Chấp hành Đảng bộ Cục Xuất bản (1966 - 1974). Nhà xuất bản Quân đội Nhân dân đã được tặng thưởng Huân chương Chiến công hạng Nhất (1969) trong thời gian ông làm Bí thư Đảng bộ, Phó Giám đốc – Tổng biên tập.
Tháng 4 năm 1979, Lữ Giang được điều trở về làm Giám đốc Nhà xuất bản Quân đội Nhân dân, trực tiếp quản lý hai nhà in của Bộ (Nhà in Quân đội 1 ở Hà Nội và Nhà in Quân đội 2 ở Thành phố Hồ Chí Minh). Năm 1982, ông nghỉ hưu và chuyển vào miền Nam sinh sống. Ông qua đời vào năm 1987 tại Thành phố Hồ Chí Minh.

## Khen thưởng
Lữ Giang đã được Đảng và Nhà nước tặng thưởng:
- Huân chương Độc lập hạng Nhì;
- Huân chương Chiến thắng hạng Nhì;
- Huân chương Quân công hạng Nhì;
- Huy hiệu 40 năm tuổi Đảng Cộng sản Việt Nam.

Nguồn:

## Gia đình
Cụ thân sinh Lữ Giang là Nguyễn Trương Diễm, hai lần đậu Tú tài nên nhân dân quanh vùng thường gọi cụ Hàn Diễm là cụ Tú kép hoặc cụ Hàn Hai. Nguyễn Trương Bồn là con trai út. Ba anh trai của ông đều là nhà giáo và đều tham gia hoạt động cách mạng, trở thành Đảng viên Đảng Cộng sản Việt Nam từ những năm 1930. Người anh trai thứ hai là Nguyễn Trương Thúy, người sáng lập chi bộ Đảng huyện Xuân Trường, tỉnh Nam Định. Ông qua đời năm 1955. Để ghi nhớ công lao của ông, huyện Xuân Trường, tỉnh Nam Định đã đặt tên Trường THPT mang tên Nguyễn Trương Thúy. Anh trai thứ ba là Nguyễn Trương Khoát, nguyên Bí thư Tỉnh ủy Nghệ An, nguyên Cục trưởng Cục Bảo vệ Thực vật (Bộ Nông nghiệp và Phát triển nông thôn).